# ذات أنواط
ذات أنواط هي شجرة كانت معروفة عند قريش والأعراب ممن حولهم في الجاهلية، كانوا ينوطون بِها سلاحهم، أي يعلِّقونه بِها، ويعكفون حولها. فكانت قريش وبعض العرب يأتونها كل سنة، فيعلقون أسلحتهم عليها، ويذبحون عندها، ويعكفون عليها يومًا تبركًا بها وتعظيمًا لها.

## وصفها
كانت ذات أنواط سِدْرَةٍ خَضْرَاءَ عَظِيمَةٍ، أُطلق على الشجرة اسم ذات أنواط، والأنواط جمع نوط، والنُوط أو النَوط الشيء الذي يعلق به، يقال: مناط الحكم، يعني: متعلق الحكم، وذات أنواط، يعني: ذات علائق، تعلق بها السيوف، فلما كان المشركون يذهبون للقتال يمرون على هذه الشجرة ويعلقون بها السيوف يرجون بذلك حصول البركة. قال ابن إسحاق: «كانت كفار قريش، ومن سواهم من العرب لهم شجرة عظيمة خضراء يقال لها (ذات أنواط) يأتونها كل سنة، فيعلقون أسلحتهم عليها، ويذبحون عندها، ويعكفون عليها يومُا». وقال ابن عبد البر في الدرر في اختصار المغازي والسير: رأى جهال الْأَعْرَاب شَجَرَة خضراء، وَكَانَ لَهُم فِي الْجَاهِلِيَّة شَجَرَة مَعْرُوفَة تسمى ذَات أنواط، يخرج إِلَيْهَا الْكفَّار يَوْمًا مَعْلُوما فِي السّنة يعظمونها.

## حكمها في الإسلام
ورد اسم ذات أنواط في حديث أبي واقد الليثي قال: خرجنا مع رسول الله ﷺ إلى حُنَيْنٍ ونحن حدثاء عهد بكفر، وللمشركين سدرة يعكفون عندها وينوطون بها أسلحتهم يقال لها ذات أنواط. فمررنا بسدرة، فقلنا: يا رسول الله، اجعل لنا ذات أنواط كما لهم ذات أنواط، فقال رسول الله ﷺ الله أكبر، إنها السنن. قلتم والذي نفسي بيده كما قالت بنو إسرائيل لموسى: اجْعَلْ لَنَا إِلَهًا كَمَا لَهُمْ آلِهَةٌ قَالَ إِنَّكُمْ قَوْمٌ تَجْهَلُونَ، لتركبن سنن من كان قبلكم. فأنكر النبي على المسلمين التبرك بمثلها أو التشبه بما كان يفعله أهل الجاهلية. قال ابن تيمية: «"قوله صلى الله عليه وسلم: "قلتم كما قال قوم موسى: ﴿اجْعَلْ لَنَا إِلَهًا كَمَا لَهُمْ آلِهَةٌ﴾، إنها السنن لتركبن سنن من كان قبلكم"، فأنكر النبي ﷺ مجرد مشابهتهم للكفار في اتخاذ شجرة يعكفون عليها، معلقين عليها سلاحهم، فكيف بما هو أعظم من ذلك من مشابهتهم المشركين، أو هو الشرك بعينه؟».